# Ivair Nogueira
Ivair Nogueira do Pinho (Betim, 6 de novembro de 1951 — Belo Horizonte, 31 de março de 2021) foi um engenheiro civil, advogado e empresário e político brasileiro do estado de Minas Gerais. Era casado e pais de três filhos.
Nogueira foi vice-prefeito e prefeito em Betim. Exerceu o cargo de deputado estadual em Minas Gerais em 1995, sendo afastado durante o período de 1.º de janeiro de 1999 a 30 de março de 2000, quando ocupou o cargo de Secretário de Estado de Esportes no governo Itamar Franco.

Morreu em 31 de março de 2021 de COVID-19 no Hospital Madre Teresa em Belo Horizonte.